# Клышки
Клы́шки (бел. Клышкі, пол. Kłyszki) — деревня в Сморгонском районе Гродненской области Белоруссии.
Входит в состав Кревского сельсовета.
Расположена в южной части района. Расстояние до районного центра Сморгонь по автодороге — около 27 км, до центра сельсовета агрогородка Крево по прямой — 3 км. Ближайшие населённые пункты — Вауки, Раковцы, Шимаки. Площадь занимаемой территории составляет 0,231 км², протяжённость границ 2530 м.

## Название
Существует две версии происхождения названия:
- от антропонима бел. Клышка, Клыш, с лит. klišas — кривоногий;
- от антропонима бел. Клішко — уменьшительный вариант имени Климент.

## История
Деревня отмечена на карте Шуберта (середина XIX века) под названием Третьяки в составе Кревской волости Ошмянского уезда Виленской губернии. Согласно описи 1866 года Клышки насчитывали 8 дворов и 58 жителей, из них 4 православных и 54 католика. Входили в состав деревенского округа Раковцы.
После Советско-польской войны, завершившейся Рижским договором, в 1921 году Западная Белоруссия отошла к Польской Республике и деревня была включена в состав новообразованной сельской гмины Крево Ошмянского повета Виленского воеводства.
В 1938 году Клышки насчитывали 17 дымов (дворов) и 95 душ.
В 1939 году, согласно секретному протоколу, заключённому между СССР и Германией, Западная Белоруссия оказалась в сфере интересов советского государства и её территорию заняли войска Красной армии. Деревня вошла в состав новообразованного Сморгонского района Вилейской области БССР. После реорганизации административного-территориального деления БССР деревня была включена в состав новой Молодечненской области в 1944 году. В 1960 году, ввиду новой организации административно-территориального деления и упразднения Молодечненской области, Клышки вошли в состав Гродненской области.

## Население
| 1866 | 1938 | 1999 | 2009 |
| ---- | ---- | ---- | ---- |
| 58   | 95   | 33   | 11   |

## Транспорт
Через деревню проходит автомобильная дорога местного значения Н6736 Раковцы — Вауки.
Через Клышки проходят регулярные автобусные маршруты:
- Сморгонь — Кривск
- Сморгонь — Ордаши
- Сморгонь — Раковцы